# Vought O2U Corsair
Vought O2U Corsair là một loại máy bay trinh sát/thám sát hai tầng cánh của Hoa Kỳ trong thập niên 1920. Do hãng Vought Corporation chế tạo, được Hải quân Hoa Kỳ đặt mua (USN) năm 1927. Sử dụng động cơ Pratt & Whitney R-1340 Wasp công suất 400 hp (298 kW). Chủ yếu là phiên bản thủy phi cơ hoặc lưỡng cư.

## Biến thể
XO-28
O2U-1
O2U-2
O2U-3
O2U-4
O3U-1
O3U-2
O3U-3
O3U-4
XO3U-5
XO3U-6
O3U-6
SU-1
SU-2
SU-3
XSU-4
SU-4
Một chiếc O2U-3 của Hải quân Hoa Kỳ chuyển cho Quân đoàn Không quân Lục quân Hoa Kỳ đánh giá thử nghiệm.
Vought V-65B
Vought V-65C
Vought V-65F
Vought V-66B
Vought V-66E
Vought V-66F
Vought V-80F
Vought V-80P
Vought V-85G
Vought V-92C
Vought V-93S
Vought V-99M
TNCA Corsario Azcárate
Vought AXV1

## Quốc gia sử dụng
Argentina
- Hải quân Argentina - Không quân Hải quân Argentina

 Brasil
- Không quân Brazil

 Đài Loan
- Không quân Cộng hòa Trung Hoa

 Germany
- Luftwaffe

 Nhật Bản
- Không quân Lục quân Đế quốc Nhật Bản

 México
- Không quân Mexico

 Perú
- Không quân Peru

 Anh Quốc
- Không quân Hoàng gia

 United States
- Quân đoàn Không quân Lục quân Hoa Kỳ
- Hải quân Hoa Kỳ
- Thủy quân Lục chiến Hoa Kỳ
- Bảo vệ Bờ biển Hoa Kỳ

 Thái Lan
- Không quân Hoàng gia Thái Lan

## Tính năng kỹ chiến thuật (SU-4 Corsair)
Dữ liệu lấy từ The Complete Encyclopedia of World Aircraft
Đặc điểm tổng quát
- Kíp lái: 2
- Chiều dài: 27 ft 5.5 in (8,37 m)
- Sải cánh: 36 ft (10,97 m)
- Chiều cao: 11 ft 4 in (3,45 m)
- Diện tích cánh: 337 ft2 (31,31 m²)
- Trọng lượng rỗng: 3.312 lb (1.502 kg)
- Trọng lượng cất cánh tối đa: 4.765 lb (2.161 kg)
- Động cơ: 1 × Pratt & Whitney R-1690-42 Hornet, 600 hp (447 kW)

 Hiệu suất bay 
- Vận tốc cực đại: 167 mph (269 km/h)
- Tầm bay: 680 dặm (1.094 km)
- Trần bay: 18.600 ft (5.670 m)

Trang bị vũ khí

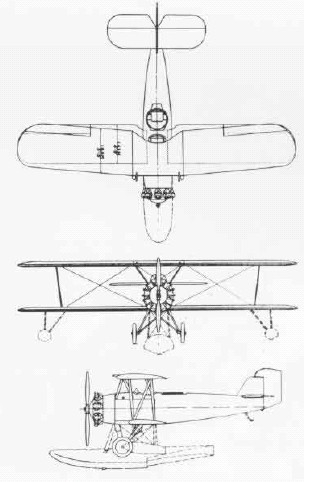
Vought O2U-1

- 3 súng máy Browning.30 cal (7,62 mm)